# 2001년 대한민국 국회부의장 보궐선거
제16대 국회 전반기 부의장 보궐선거는 홍사덕 국회부의장의 사퇴로 공석이 된 국회부의장을 선출하기 위해 2001년 6월 12일 실시되었다.
선거 결과 5선의 김종하 한나라당 의원이 국회부의장에 선출되었다.

## 선거 제도
국회의 의장 및 부의장은 국회의원들의 무기명 투표로 선출하되 만약 1차 투표 결과 재적 의원의 과반을 득표한 자가 없으면 2차 투표를 실시하고, 2차 투표에서도 과반 득표자가 나오지 않을 시 최고득표자와 차점자에 대하여 3차 결선 투표를 실시하되 이 경우 단순 다수 득표자를 당선자로 하도록 되어있었다.

## 배경

### 홍사덕 국회부의장 사임
2001년 6월 2일, 한나라당 소속의 홍사덕 국회부의장은 사퇴를 선언하였다. 홍사덕 부의장은 "지난 해 부의장 후보 경선 당시 우리 당에 다선 중진 선배들이 많은데 당직은 한정돼 있는 만큼 부의장을 1년만 하기로 결심했었다"며 갑작스런 사퇴의 이유를 밝혔다. 이에 대해 새천년민주당은 이회창 한나라당 총재가 "법과 원칙마저 무시한채 국회직을 소속 의원들에게 번갈아 나눠주기 하려는데 이는 봉건 시대의 매관매직과 다를 바 없다"고 비판하였다.
홍사덕 부의장은 6월 4일 이만섭 국회의장에게 사퇴서를 제출하였다. 2001년 6월 12일, 제222회 국회 (임시회) 제6차 본회의에서 무기명 표결을 실시한 결과 홍사덕 부의장 사임안은 가결되었다.
| 가부   | 득표 | %    | 비고 |
| ------ | ---- | ---- | ---- |
| 가     | 190  | 86.8 | 가결 |
| 부     | 25   | 11.4 |      |
| 기권   | 4    | 1.8  |      |
| 투표수 | 219  | 100  |      |

## 후보

### 한나라당
한나라당은 6월 5일부터 6일까지 국회부의장 후보 경선을 위한 후보 등록을 실시했는데, 그 결과 김종하 의원, 서정화 의원, 정재문 의원 등 세 5선 의원이 후보로 등록하였다. 당초 유력 후보로 거론되던 서청원 의원은 불출마를 선언하였다.
당초 한나라당은 경선을 통해 국회부의장 후보를 선출할 예정이었으나, 당이 분열하는 모습을 보일 수 있다는 우려에 따라 이회창 총재가 세 후보를 면담하고 설득하여 김종하 의원의 합의 추대가 결정되었다.
한나라당은 2001년 6월 8일 의원총회를 열고 김종하 의원을 국회부의장 후보로 공식 추대하였다.

## 선거 결과
경상남도 창원시 갑 지역구의 김종하 한나라당 의원이 당선되었다.
| 후보   | 소속         | 득표 | %    | 비고 |
| ------ | ------------ | ---- | ---- | ---- |
| 김종하 | 한나라당     | 198  | 72.8 | 당선 |
| 서정화 | 한나라당     | 2    | 0.7  |      |
| 서청원 | 한나라당     | 2    | 0.7  |      |
| 김덕룡 | 한나라당     | 1    | 0.4  |      |
| 박근혜 | 한나라당     | 1    | 0.4  |      |
| 이양희 | 자유민주연합 | 1    | 0.4  |      |
| 기권   | 기권         | 2    | 0.7  |      |
| 무효   | 무효         | 14   | 5.1  |      |
| 결석   | 결석         | 51   | 18.8 |      |
| 재적   | 재적         | 272  | 100  |      |